# Ludwig Marmulla
 Ludwig Marmulla (* 6. Februar 1908 in Buer; † 18. November 1990 in Berlin) war ein deutscher Politiker, Kommunist und Widerstandskämpfer der Roten Kapelle in Berlin.

## Leben und Werk
Ludwig Marmulla war als Bergarbeiter bereits früh gewerkschaftlich organisiert. 1928 zog es ihn nach Berlin, wo er zunächst als Transportarbeiter in der Glasfabrik Marienhütte in Berlin-Köpenick tätig war. Als Jugendsprecher setzte er sich für die Interessen der Arbeiter ein, verlor deshalb bereits 1929 seine Arbeit. Privat besuchte er die Volkshochschule (Vorlesungen in Philosophie und Kunstgeschichte) und das Naturkundemuseums (Vorlesungen zur Vererbungstheorie und Naturgeschichte). Ab 1930 arbeitete er bei der Firma C. Lorenz als Transportarbeiter. Auch hier wurde er wegen seiner gewerkschaftlichen und politischen Aktivitäten entlassen.
1930 trat Ludwig Marmulla in die Kommunistische Partei Deutschlands (KPD) und in den Einheitsverband der Metallarbeiter Berlins (EVMB) ein.  Außerdem organisierte er sich im Erwerbslosenausschuss im KPD-Unterbezirk Berlin-Neukölln. Ab 1931 war er stellvertretender Vorsitzender dieses Erwerbslosenausschusses. Er besuchte die Marxistische Arbeiterschule (MASCH) und betätigte sich als Gewerkschaftslehrer. Als Redner der KPD war er 1931/32 auch im Kreis Düren, damals Regierungsbezirk Aachen tätig. In den Polizeiberichten findet sich mehrfach ein Bergmann mit dem Namen Marmulla aus Mariadorf bei Alsdorf erwähnt.
Nach der Ernennung Adolf Hitlers zum Reichskanzler am 30. Januar 1933 begann die Verfolgung der Kommunisten. Wegen des Vertriebs illegaler Literatur wurde Ludwig Marmulla kurz inhaftiert. Mit dem Verbot der EVMB durch die Nationalsozialisten, organisierte und leitete Ludwig Marmulla als Sekretär im IV. Bezirk die Illegalität der EVMB. Zudem war er Instrukteur der KPD in Berlin-Moabit. 1934 wurde er erneut verhaftet und wegen Vorbereitung zum Hochverrat zu 1 Jahr und 5 Monaten Gefängnis verurteilt. Nach seiner Entlassung gehörte Ludwig Marmulla der Widerstandsgruppe um John Sieg in Berlin-Neukölln an. Über seine Verbindung zu Paul Junius fand er 1936 einen Arbeitsplatz als Schweißer bei dem Rüstungsbetrieb Koch & Krüger. Noch im selben Jahr wechselte Ludwig Marmulla zur Firma Otto Peschke in Berlin, die Stahlradiatoren (Heizkörper) herstellte. In den Außenstellen dieser Firma gelangte er an Informationen zur Rüstungsproduktion und auch zum V-Waffen-Programm in Peenemünde. Ludwig Marmulla gab diese Informationen an Paul Junius weiter.
Im Februar 1943 wurde Ludwig Marmulla zu einer Panzerjägerkompanie im Strafbataillon 999 eingezogen. Auf Rhodos eingesetzt, geriet er im April 1945 in britische Kriegsgefangenschaft. Auch hier blieb Ludwig Marmulla politisch aktiv und trat als Politischer Leiter der Antifaschisten in Erscheinung.
1947 kehrte Ludwig Marmulla nach Deutschland zurück. Er arbeitete in verschiedenen Funktionen in der Sozialistische Einheitspartei Deutschlands (SED).  1947 wurde er Redakteur in der Presseabteilung beim Zentralkomitee der SED. In der Folgezeit wirkte er unter anderem als Abteilungsleiter der Tageszeitung Neues Deutschland (ND). 1957 war er als Auslandskorrespondent des ND in Prag. Dann wurde er Chefredakteur der Auslandszeitschrift „DDR in Wort und Bild“, ab 1963 stellvertretender Chefredakteur der Zeitschrift „Neue Berliner Illustrierte“. 1967 ging er in Rente.